# Keshero
Keshero est un quartier de la commune de Goma situé au Sud-ouest de la ville en république démocratique du Congo, au bord du lac Kivu.  Ce quartier abrite plusieurs lieux importants, tels que le marché hebdomadaire de Kituku, l'église CEIS Siloé, une cathédrale en construction[réf. souhaitée]. On y trouve également des institutions éducatives comme les universités ULPGL et Sampies[réf. souhaitée].

## Géographie
Keshero est situé sur les rives du lac Kivu, a l'ouest de Goma, entre les quartiers de Lac Vert au nord-ouest et Himbi au sud-est, au nord-est[pas clair].
La route nationale 2 reliant Goma à Sake le sépare du quartier Ndosho de la commune de Karisimbi.

## Histoire
Le quartier Kyeshero est l'une des entités administratives créée sous l'ordonnance loi n°89/127 du 22/05/1989 portant création de la commune de Goma et structurée par l'arrêté n°14/07/CAB/GP-NK 2000 du 14 juillet 2000.

### Origine
Le quartier Kyeshero, autrefois une localité du nom de Kyeshero sous la tutelle du chef de la collectivité de Bukumu dans le territoire de Rutshuru, s'est peuplé entre 1952 et 1955 grâce à l'arrivée d'habitants venus de divers horizons : des Starvus, des résidents de l'avenue Kasiksi à Goma, des personnes originaires de Byahi, et d'autres encore venant de Sake. Initialement, la population était dispersée et vivait principalement de l'agriculture et de l'élevage. Sur le plan économique, la présence de la société SOTRAKI était notable. Cette entreprise transformait le café provenant de Bukavu et de Masisi en produit fini à Buzi. Un tournant majeur s'opéra en 1998 avec la création de la ville de Goma. L'arrivée du fils de Seseseko marqua la transformation de Kyeshero en une entité administrative de la ville, devenant officiellement le quartier Kyeshero. Messieurs Shirambere Bajoje et son adjoint Kajanda Wakabumba furent les premiers à diriger ce nouveau quartier. En 2007, une permutation administrative des chefs de quartiers eut lieu, et Abdoul Bikolo prit la relève, secondé par Kajanda Wakabumba et Madame Budugo Tembo.

## Population
Les évolutions de la population de la commune sont recensées par l'INS Nord-Kivu et publiées par le bulletin des statistiques sociales du Nord-Kivu et les rapports annuels de la Mairie de Goma.
| 2010   | 2015   | 2020    |
| ------ | ------ | ------- |
| 54 057 | 98 565 | 114 264 |

## Économie
L'activité économique du quartier Kyeshero, à Goma, repose essentiellement sur le commerce et l'agriculture de subsistance. Le marché de Kituku, ainsi que l'abattoir de Sabago, sont des lieux centraux pour les échanges de produits alimentaires et d'animaux. Par ailleurs, les habitants pratiquent l'élevage à petite échelle (volaille, etc.) et cultivent des jardins potagers sur leurs terrains,